# Melasina bostrychota
Melasina bostrychota är en fjärilsart som beskrevs av Edward Meyrick 1920. Melasina bostrychota ingår i släktet Melasina och familjen säckspinnare. Inga underarter finns listade i Catalogue of Life.